# Coelotrachelus rudis
Coelotrachelus rudis är en skalbaggsart som beskrevs av Leconte 1878. Coelotrachelus rudis ingår i släktet Coelotrachelus och familjen Aphodiidae. Inga underarter finns listade i Catalogue of Life.